# Центр вычислительных исследований и технологий (Франция)
Центр вычислительных исследований и технологий  (франц.: Centre de calcul recherche et technologie, CCRT) — суперкомпьютерный центр, расположенный в регионе Иль-де-Франс (Франция).
Центр открылся в 2003 году в городе Брюере-лё-Шатель как часть комплекса научных вычислений при Комиссариате по атомной энергии Франции. В центре был установлен суперкомпьютер Tera-100, который на июль 2011 года является самым мощным в Европе, с пиковой производительностью 1,25 Пфлопс.
Тера100 демонтирован. Затем был установлен суперкомпьютер Cobalt, с производительностью 2.4 Pflops/s, который тоже демонтирован. Сейчас установлен Topaz, с производительностью 8.8 Pflops/s.